# Trachyaretaon brueckneri
Trachyaretaon brueckneri är en insektsart som beskrevs av Frank H.Hennemann och Oskar V.Conle 2006. Trachyaretaon brueckneri ingår i släktet Trachyaretaon och familjen Heteropterygidae. Inga underarter finns listade i Catalogue of Life.